# Toma de Cobija
La toma de Cobija fue una acción bélica ocurrida en el marco de la Guerra entre Salaverry y Santa Cruz que tuvo lugar en el puerto boliviano de Cobija entre la expedición peruana del coronel José Quiroga y la guarnición al mando del Coronel Gaspar Aramayo.

## Antecedentes
Tras la declaración de la "guerra a muerte" de Salaverry a Santa Cruz el 8 de julio de 1835, el autoproclamado jefe supremo del Perú dispuso el inicio de las hostilidades ordenando al coronel Quiroga asaltar sorpresivamente el puerto boliviano de Cobija.
Quiroga al mando de 250 soldados del 1.er batallón de Carabineros de la Guardia embarcados en la corbeta "Libertad" y la goleta "Limeña" partió del puerto del Callao el 4 de septiembre de 1835 arribando a costas bolivianas 18 días después y desembarcando su tropa en la bahía de Mejillones, 16 leguas (unos 77 km) al sur de Cobija.

## El combate

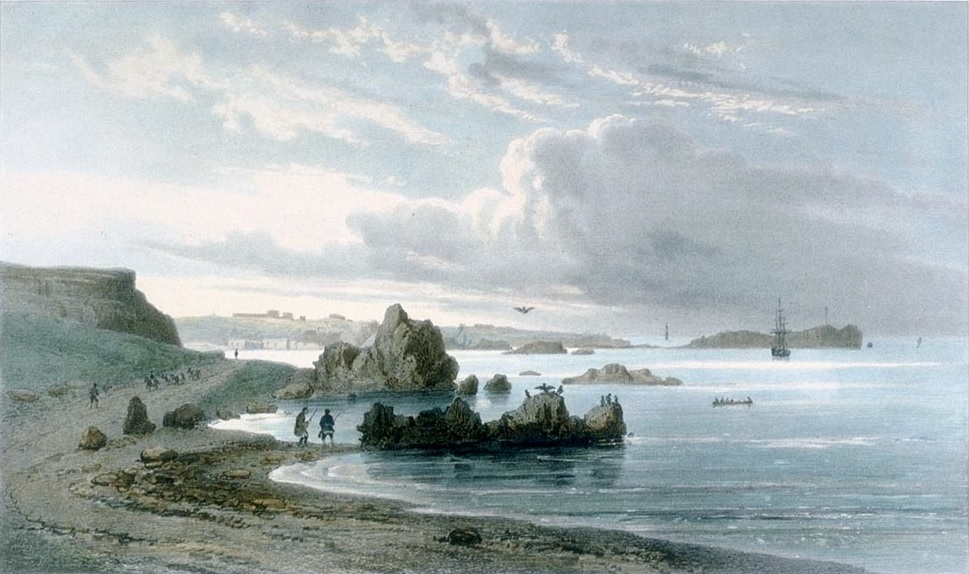
Vista de la rada de Cobija en 1836.

Tras dos días de marcha por arenales y desfiladeros las tropas peruanas se presentaron a la vista de la guarnición del puerto compuesta por 87 soldados y milicianos y que contaba además con un fortín defendido por 18 piezas de artillería de diversos calibres.
Quiroga ordenó a sus hombres avanzar en guerrilla hacia las posiciones bolivianas ordenando no se hiciera un tiro hasta llegar a 100 pasos de las posiciones bolivianas, dirigida el ala izquierda por el sargento mayor Andrade y la derecha por el capitán Salaverry (hermano del jefe supremo) los restauradores avanzaron hasta la distancia ordenada bajo el fuego de cañón y fusil que les dirigían los defensores sosteniendo después un vivo tiroteo por espacio de dos horas en el que resultó muerto el jefe de la plaza, coronel Gaspar Aramayo, un teniente y 9 soldados quedando heridos otros 8, caído su jefe y comprendiendo la inutilidad de seguir resistiendo, la guarnición se rindió enviando al ciudadano-soldado Antonio Molina como parlamentario para comunicar la entrega de la plaza tras lo cual las baterías, el puerto y la ciudad cayeron en poder de los peruanos que tuvieron 11 muertos y 18 heridos durante la acción. Según el historiador peruano Manuel Nemesio Vargas, vivo Aramayo no hubiera vencido Quiroga.

## Desenlace
No obstante el decreto de guerra a muerte que Salaverry había expedido antes de salir a campaña, el coronel Quiroga respetó la vida de los prisioneros bolivianos y las propiedades de los vecinos de Cobija, únicamente fueron incendiados los establecimientos del gobierno boliviano, cuarteles y aduanas, y las baterías dinamitadas embarcando a bordo de sus naves armas, municiones, hierro y plomo.
Bajo el auspicio del coronel Quiroga los vecinos del puerto se reunieron y en el mayor orden nombraron gobernador al ciudadano Manuel Buitrago en reemplazo del fallecido coronel Aramayo.
Luego de poner en libertad a los prisioneros bolivianos, la naves peruanas partieron de regreso a Pisco donde la división se reintegró al ejército restaurador el 6 de octubre, siendo la bandera boliviana capturada, arrastrada por orden del general Salaverry en ceremonia pública frente a sus tropas.
Tras la derrota del caudillo peruano y ocupada Lima por las tropas leales a Orbegozo dicha bandera sería desagraviada y devuelta a Bolivia como sucedería años después con los estandartes peruanos capturados en la batalla de Socabaya.
Meses más tarde el coronel Quiroga sería hecho prisionero junto con Salaverry y otros jefes restauradores luego de la batalla de Socabaya siendo librado de la pena capital por su comportamiento humanitario con los prisioneros bolivianos y la población civil del puerto del que había informado al presidente Andrés de Santa Cruz el gobernador Buitrago señalándole que él no podía aplaudir suficientemente los moderados sentimientos de Quiroga.

El coronel Quiroga que mandaba la expedición ha tenido un noble comportamiento: se condujo bien atacando la guarnición y se portó valientemente. Después a pesar de las órdenes de su frenético jefe, ha manifestado sentimientos generosos propios del valor triunfante, y se ha hecho digno de la consideración del Ejército Unido que se la acreditará, donde quiera que los acontecimientos puedan conducirnos.
Boletín Nro 4 del Ejército Unido, por el general Francisco Burdett O'Connor, Cuzco 8 de noviembre de 1835.

Por decreto del 29 de octubre de 1835, el gobierno boliviano asignó una pensión anual de 510 pesos a la viuda y los once hijos del coronel Gaspar Aramayo fallecido heroicamente en defensa del Puerto Lamar.